# Pinus durangensis
Pinus durangensis Martínez – gatunek drzewa iglastego z rodziny sosnowatych (Pinaceae). Sosna ta występuje w Meksyku.

## Morfologia
PokrójKorona drzewa gęsta, stożkowata, z wiekiem zaokrąglona.
PieńProsty, pojedynczy, osiąga 30–40 m wysokości i do 80 cm średnicy.

## Ekologia
Pinus durangensis jest gospodarzem roślin pasożytniczych: Arceuthobium abietinum f. sp. concoloris, A. globosum subsp. globosum, A. globosum subsp. grandicaule, A. rubrum, A. vaginatum subsp. vaginatum, A. vaginatum subsp. cryptopodum, A. verticilliflorum i A. durangense.

## Systematyka i zmienność
Synonimy: Pinus durangensis f. quinquefoliata Martínez, Pinus martinezii E. Larsen, Pinus douglasiana var. martinezii (E. Larsen) Silba 1990.
Pozycja gatunku w obrębie rodzaju Pinus:
- podrodzaj Pinus
  - sekcja Trifoliae
    - podsekcja Ponderosae
      - gatunek P. durangensis

## Zagrożenia
Międzynarodowa organizacja IUCN umieściła ten gatunek sosny w Czerwonej księdze gatunków zagrożonych, ale przyznała mu kategorię zagrożenia LC (least concern), uznając go za gatunek najmniejszej troski, o niskim ryzyku wymarcia. W 2011 r. ponownie poddano takson ocenie i przyznano mu status NT (near threatened), uznając za bliski zagrożeniu. Podstawą do nadania tej kategorii jest znaczne zmniejszenie liczebności populacji w ciągu ostatnich 25 lat ze względu na eksploatację, pożary i wycinkę lasów.